# 1937 en littérature
| Années de la littérature : 1934 - 1935 - 1936 - 1937 - 1938 - 1939 - 1940    |
| Décennies de la littérature : 1900 - 1910 - 1920 - 1930 - 1940 - 1950 - 1960 |

Cet article présente les faits marquants de l'année 1937 en littérature.

## Événements
- 27 février, Guerre d'Espagne : Hemingway devient correspondant de guerre parmi les républicains.
- 31 juillet – la nouvelle post-apocalyptique de Stephen Vincent Benét, Dans les eaux de Babylone, inspirée du bombardement de Guernica, au mois d'avril précédent, paraît dans The Saturday Evening Post (U.S.) sous le titre "La Place des Dieux".
- 10 septembre – Le dramaturge soviétique Serge Tretiakov, condamné à mort dans le cadre des Grandes purges, se suicide dans la prison de Boutyrka à Moscou[1].
- 21 septembre – Le conte de Tolkien Le Hobbit paraît en Angleterre chez Allen & Unwin.
- 29 septembre – Le dramaturge français Antonin Artaud est expulsé d'Irlande.
- Fondation de la Bibliothèque nationale d'Iran à Téhéran.

## Essais
- Alain (1868-1951), Souvenirs de guerre et  Avec Balzac, éd. Gallimard.
- Georges Bénézé, Critique de la mesure, éd. Hermann
- Essad Bey (1905-1942, russe), Allah est grand.
- Frantz Funck-Brentano (1862-1947), La Cour du Roi Soleil, éd. Grasset, coll Lenôtre. Histoire de France.
- Léon Brunschvicg, Le rôle du pythagorisme dans l'évolution des idées, Paris, éd. Hermann.
- Daniel-Rops, Ce qui meurt et ce qui naît
- Daniel-Rops, Tournant de la France
- Roland Dorgelès, Vive la liberté!, éd. Albin Michel
- Jacques Doriot, Le Front de la Liberté face au communisme, Paris, Flammarion.
- Jacques Doriot, La France avec nous!, Paris, Flammarion.
- Michel Huber et Fernand Boverat, « La population de la France, son évolution et ses perspectives », éd. Hachette
- V. A. Kostitzine, Biologie mathématique, éd. Armand Colin
- Rainer Maria Rilke (1875-1926, hongrois), Lettres à un jeune poète, 1903-1908 (1929), éd Grasset.
- Jean-Paul Sartre (1905-1980), La Transcendance de l'Ego.

## Poésie
- Hector de Saint-Denys Garneau (1912-1943), Regards et Jeux dans l'espace (mars).
- Raymond Queneau, Chêne et chien

## Romans

### Auteurs francophones
- Maurice Blanchard, Barricades mystérieuses.
- Henri Bosco, L'Âne Culotte.
- Robert Brasillach, Comme le temps passe..., Paris, Plon
- André Breton, L'Amour fou (février).
- Louis-Ferdinand Céline, Bagatelles pour un massacre (décembre).
- Gabriel Chevallier, Sainte-Colline.
- Léon Daumas, Pigments.
- Jean Fréville, Pain de brique
- Jean Giono, Refus d'obéissance.
- Paul Hazoumé (chargé de mission au Musée de l'Homme à Paris), Pacte du Sang au Dahomey.
- André Malraux, L'Espoir (décembre).
- Vladimir Pozner, Le Mors aux dents.
- Félix-Antoine Savard, Menaud, maître-draveur.

### Auteurs traduits
- Vicki Baum (autrichienne), Sang et volupté à Bali (première traduction française en 1946).
- Wacław Berent (polonais), Diogenes w kontuszu (Diogène dans un Kontusz).
- Karen Blixen (danoise), La Ferme africaine, roman autobiographique qui a inspiré le film Out of Africa.
- Louis Bromfield, La Mousson.
- Agatha Christie (anglaise), Mort sur le Nil, roman policier, traduit en français en 1945.
- A. J. Cronin, La Citadelle.
- Jomo Kenyatta, Facing Mount Kenya (Au pied du mont Kenya), qui exalte la société traditionnelle kikuyu et attaque la colonisation.
- John Steinbeck (américain), Des souris et des hommes (21 mai).
- J. R. R. Tolkien (anglais), Le Hobbit (21 septembre).
- Patricia Wentworth (anglaise), L'affaire est close.
- Richard Wright (américain), Uncle Tom's Children.
- Léo Cassil (russe), Le Voyage imaginaire (Kondouit et Schwambrania).

## Théâtre
- 7 février : Jean Anouilh, Le Voyageur sans bagage
- 16 octobre : Les Fusils de la mère Carrar, pièce de Brecht.
- Jean Giraudoux
  - Électre
  - L'Impromptu de Paris

## Prix littéraires et récompenses
- 3 mai : La romancière américaine Margaret Mitchell reçoit le prix Pulitzer pour son roman Autant en emporte le vent.
- Prix Nobel de littérature : Roger Martin du Gard
- Prix Goncourt : Faux Passeports de Charles Plisnier.
- Grand prix du roman de l'Académie française : La Pêche miraculeuse de Guy de Pourtalès
- Prix Renaudot : Mervale de Jean Rogissart.
- Prix Femina : Campagne de Raymonde Vincent.
- Prix Interallié : La Vallée sans printemps de Romain Roussel
- Prix des Deux Magots : Plaisir d'amour de Georges Pillement
- Voir la liste des Prix du Gouverneur général 1937.

## Principales naissances
- 1er janvier : Pétros Márkaris, écrivain et scénariste grec.
- 22 janvier : Joseph Wambaugh, écrivain américain († 28 février 2025).
- 11 février : Maryse Condé, écrivain française († 2 avril 2024).
- 31 mars : Dominique Aguessy, sociologue et femme de lettres française.
- 9 avril : Barrington J. Bayley, auteur britannique de science-fiction († 14 octobre 2008).
- 14 avril : Michael J. Roads, auteur australien d'essais, d'articles et de livres.
- 3 mai : Nélida Piñón, journaliste et romancière brésilienne († 17 décembre 2022).
- 13 mai : Roger Zelazny, auteur américain de roman fantastiques et de science-fiction († 14 juin 1995).
- 5 juin : Hélène Cixous, écrivaine et dramaturge française.
- 1er juillet : Marianne Valandré, autrice de contes pour enfants et traductrice de romans anglais et américains († 12 janvier 2010).
- 1er septembre : Henrik Stangerup, écrivain danois († 4 juillet 1998).
- 17 septembre : Albertine Sarrazin, écrivaine française († 10 juillet 1967).
- 26 septembre : Marina Colasanti, romancière, poétesse, journaliste et traductrice italo-brésilienne († 28 janvier 2025).

## Principaux décès
- 15 mars : Howard Phillips Lovecraft, écrivain américain, 47 ans (° 20 août 1890).
- 27 avril, à Rome : Antonio Gramsci, écrivain et théoricien politique italien d'origine albanaise, un des fondateurs du PCI (° 23 janvier 1891).
- 19 juin : J. M. Barrie, écrivain écossais, créateur de Peter Pan, 77 ans (° 9 mai 1860).
- 11 août : Edith Wharton, écrivain américain, 75 ans (° 24 janvier 1862).
- 3 novembre : Hryhorii Epik, écrivain soviétique ukrainien (° 17 janvier 1901).
- 27 novembre : Yéghiché Tcharents, poète arménien, est décapité par le NKVD dans la prison d'Erevan, 40 ans (°13 mars 1897).
- 3 décembre : Attila József, poète hongrois (° 11 avril 1905).
- 9 décembre : Andrzej Strug, pseudonyme de Tadeusz Galecki, écrivain polonais (° 28 novembre 1871).